# Adelphenaldis brunicorpus
Adelphenaldis brunicorpus är en stekelart som beskrevs av Fischer 2003. Adelphenaldis brunicorpus ingår i släktet Adelphenaldis och familjen bracksteklar. Inga underarter finns listade i Catalogue of Life.